# Томашпіль (футбольний клуб)
Футбольний клуб «Томашпіль» — український аматорський футбольний клуб з однойменного селища міського типу Тульчинського району Вінницької області, заснований у 2016 році. Виступає у Чемпіонаті та Кубку Вінницької області. Домашні матчі приймає на стадіоні «Колос».

## Історія
Заснований у 2016 році як селищна футбольна команда. У дебютному сезоні зайняв друге місце в першості Вінницької області. У 2019 році переміг у першості та вийшов до Вищої ліги чемпіонату області, ставши чемпіоном Вінницької області в дебютному сезоні.

## Досягнення
- Чемпіонат Вінницької області
  - Чемпіон: 2020.